# Nakajima Kikka
Истребитель-бомбардировщик Мандарин (Кикка) ВМС Императорской Японии  (яп. 戦闘爆撃機「橘花」/中島 J9N Сэнто бакугэкики Кикка) — опытный турбореактивный ЛА ВМС Императорской Японии конца Второй мировой войны. Разработан в КБ Накадзима с использованием полученной от гитлеровской Германии документации по турбореактивному истребителю Мессершмит-262.

## История
К 1944 г. ВМС Императорской Японии испытывали острую нехватку в нефтепродуктах, связанную как с потерей основных индонезийских НПЗ, так и с блокадой союзниками основных торговых путей в Юго-Восточной Азии. Наиболее острую нехватку высокооктанового авиационного  топлива для турбомоторов с высокой степенью сжатия испытывала авиация ВМС. В связи с этим ГУ авиации ВМС начало изучать варианты создания авиадвигателей,в том числе турбореактивных и ракетных, имеющих возможность работы на тяжелых сортах топлива. Разработкам реактивной техники был присвоен шифр №2  (яп. 「二号兵器」 Ниго Хэйки) в рамках программы разработки новейших вооружений Оружие империи  (яп. 「皇国兵器」 Ко:коку Хэйки).

#### Опыт гитлеровской Германии

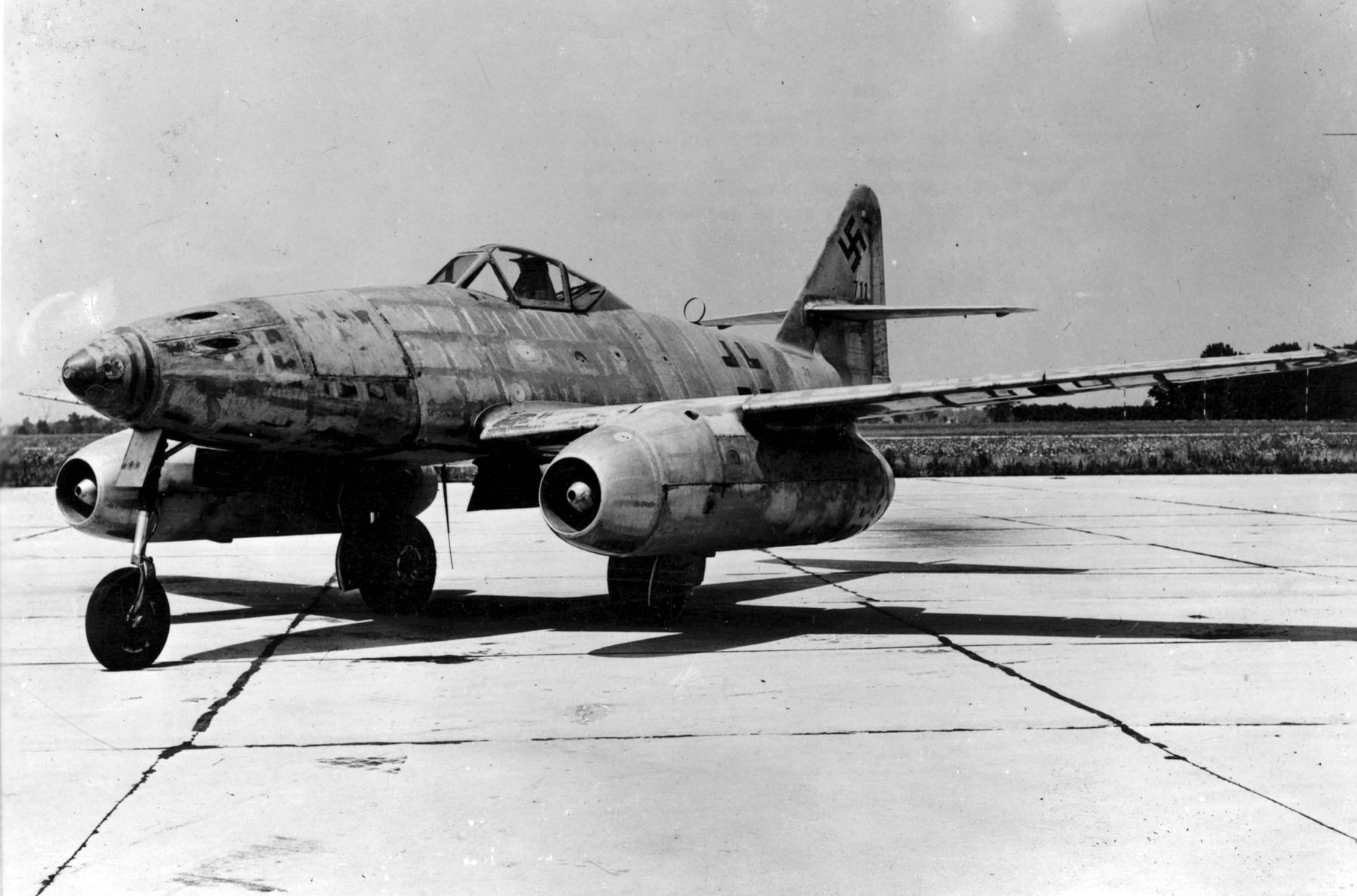
Турбореактивный истребитель Мессершмит-262 ВВС Германии
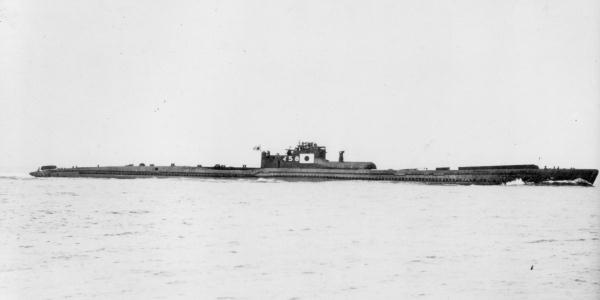
К-29 в надводном положении

В 1943 г. сотрудники атташата ВМС Императорской Японии в гитлеровской Германии присутствовали на строевых испытаниях новейшего турбореактивного истребителя Мессершмит-262 ВВС Германии. Узнав об успешной разработке, использующей авиационный керосин, ГУ авиации ВМС потребовало от своих представителей в гитлеровской Германии приобрести производственную документацию на турбореактивную машину. В конце 1943 г. атташатом ВМС в гитлеровской Германии  была достигнута договоренность с Министерством авиации Германии  о предоставлении полного пакета документации по разработкам турбореактивной и ракетной техники к весне 1944 г. в обмен на оплату золотом и предоставление производственной документации по корабельным дизелям Императорской Японии.
Для получения необходимых документов и образцов в конце 1943 г. в гитлеровскую Германию из п. Сингапур на борту транспортной океанской ПЛ К-29 была отправлена группа специалистов ГУ авиации ВМС во главе с капитаном 3 ранга Э. Иваей. Весной 1944 г. ПЛ К-29 прибыла на базу германских ВМС Кероман (Бретань, Франция). В базе  Кероман К-29 прошла средний ремонт и приняла на борт два полных комплекта производственной документации и основных узлов истребителей Мессершмит-262 и -163 рабочие образцы ЖРД HWK-509, ТРД БМВ-003 и новейшего вооружения (КР Фау-1, гироскопы, блоки новейшей РЛС ПВО и систем самонаведения торпед), а также до 10 т стратегических (бокситов и амальгамы) и радиоактивных (урана и радия) материалов. После загрузки и пополнения припасов К-29 из Бретани взяла курс в Индийский океан и через о. Мадаскар и Суматру прибыла в п. Сингапур в середине лета 1944 г., откуда группа специалистов ВМС во главе с Э. Иваей с багажом документации немедленно вылетела в метрополию через военный аэродром ВМС Селетар (Сингапур). ПЛ К-29 с грузом стратегических материалов и образцов вооружения отправилась своим ходом далее в метрополию, но погибла на переходе между о. Лусон (Филиппины) и Тайванем при торпедной атаке патрулировавших в Лусонском пр. подводных сил ВМС США. При гибели ПЛ К-29 были утрачены рабочие узлы и образец ТРД, необходимые для разработки конструкции жаропрочной турбины.

## Проектирование
С началом войны на Тихом океане, исследования в области турбореактивной техники в Императорской Японии были приостановлены, но  в конце лета 1944 г. с принятием планов по разработкам новой техники проектирование опытной турбореактивной машины была поручена авиазаводу Накадзима. Обращение в КБ Накадзима, не являвшегося основным подрядчиком для нужд ВМС, было связано с большой загруженностью авиационного производства Мицубиси. Специфические требования заказчика включали привлечение к постройке сложнейшей машины неквалифицированной рабочей силы, минимальное использование дорогостоящего алюминиевого листа (только для обшивки) и складное крыло. Причиной последнего требования было желание скрыть как постройку, так и базирование реактивной авиации в горных районах и пещерах. Разработку турбореактивной машины поручили конструкторскому коллективу под руководством К. Оно и  К. Мацумуры. 
Первичные проработки турбореактивной машины включали три варианта компоновки ТРД: разнесенных вертикально снаружи фюзеляжа, по бокам внутри фюзеляжа с воздухозаборниками в крыле и в подкрыльевых мотогондолах. Коллектив КБ Накадзима наиболее склонялся ко второму варианту, однако мощность имевшегося в распоряжении японской промышленности ТРД не позволяла потери на длинные воздухозаборники, и в результате был принят компоновочный вариант с подкрыльевыми мотогондолами, концептуально крайне сходный с Ме-262. Общий вид проекта КБ Накадзима напоминал уменьшенную копию Ме-262, что обуславливалось меньшей тягой первого ТРД. В связи с тем, что требованиями предусматривалось рассредоточение и укрытие реактивной авиации в горных укреплениях, проект отличался трапециевидным складным крылом малой площади. КБ Накадзима, опираясь на имевшийся опыт аэродинамических исследований в областях близким к скорости звука, делало проработки проекта со стреловидным крылом, но он был отвергнут в связи с технологическими сложностями.  
В условиях стратегического поражения ВМС Императорской Японии видели основной задачей турбореактивного ЛА прорыв ПВО наступающих корабельных группировок ВМС США и нанесение внезапных торпедных и бомбовых ударов  по крупным кораблям в море с горизонтального полета или пикирования. В связи с нехваткой времени, в официальном ТТЗ ВМС Мандарин  (яп.  Сисэй Кикка кэйкаку ёкюсёан) (Требования по проектному плану Кикка) проектировщики предусмотрели для первого опытного образца возможность подвески стандартной для авиации ВМС авиаторпеды Т-91 (800 кг) и для топмачтовой авиабомбы БРАБ-3  (яп.  Сан-сики нидзю-бан хатиго хантё бакудан) (500 кг), но не планировали установку пушечного вооружения. После начала проектных работ пересмотренное ТТЗ ВМС включало две курсовых АП-5 30 мм (в два раза меньше, чем на германской машине) с малым боезапасом. По ТТЗ планировалась скорость до 670 км/ч (365 узлов) на высоте 6 км.  

## Производство

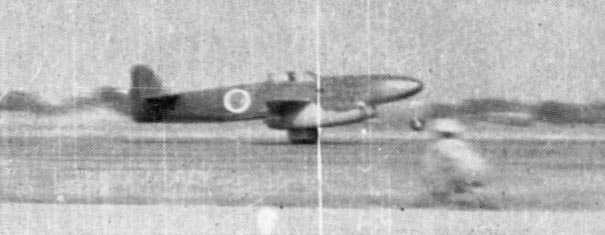
Отрыв Мандарина-М во время второго полета (в/ч Кисарадзу, 7.8.1945 г.)
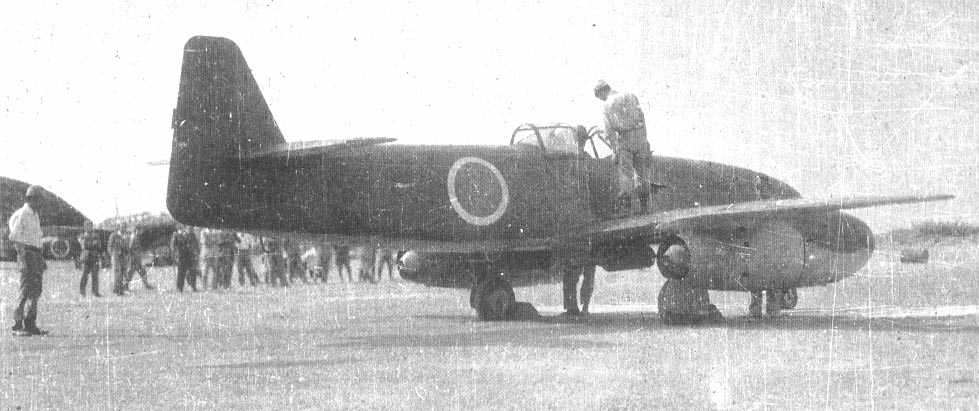
Техобслуживание Мандарина-М на полигоне (в/ч Кисарадзу, 7.8.1945 г.)

Для сокращения времени и удешевления процесса производства на опытной машине использовались серийные узлы. В носовом узле шасси использовалось хвостовое колесо берегового бомбардировщика Млечный путь и стойки шасси И-0 ВМС, но их слабость вызвала нарекания при посадке тяжелой турбореактивной машины. Из-за слабости взлетного режима, опытная машина оснащалась двумя твердотопливными ускорителями. В связи с большим дефицитом дюраля в конце войны, большое число узлов изготавлилвалось с применением жести и марганцевистых сталей. Отказ от использования специализированных материалов дал возможность снизить расходы по производству опытной машины до половины стоимости И-0. Кроме истребителя-бомбардировщика, в КБ Накадзима прорабатывались проекты машины ПВО, разведчика, таранной машины и спарки-УБЛА. Опытный образец совершил  полёт 7.8.1945 г., 24 машины были разобраны на различных стадиях готовности.

## Характеристики
| ИБ Мандарин                       |                             |                     |                  |
| Модификации (проекты)             |                             |                     |                  |
| Характеристики                    | Мандарин-М (Таранный)       | (УБЛА) (Разведчик)  | (ПВО)            |
| Технические                       |                             |                     |                  |
| Экипаж                            | 1 чел.                      | 2 чел.              | 1 чел.           |
| Длина                             | 9,2 м                       | 9,2 м               | 9,2 м            |
| Высота                            | 3 м                         | 3 м                 | 3 м              |
| Размах (площадь) крыла            | 10 м (13,2 м²)              | 10 м (13,2 м²)      | 10 м (13,2 м²)   |
| Нагрузка на крыло,                | 270 кг/м²                   | -                   | 302 кг/м²        |
| Сухая (снаряженная) масса         | 2, 3 т (3,5 т)              | - (4 т)/(4,2 т)     | 3 т (4,2 т)      |
| Силовая установка                 |                             |                     |                  |
| ТРД                               | 2 ед. Нэ-20                 | 2 ед. (Нэ-130)      | 2 ед. (Нэ-130)   |
| Суммарная тяга                    | 1 т                         | (1,8 т)             | (1,8 т)          |
| Запас топлива (с ПТБ)             | 725 л (1450 л)              | -                   | -                |
| Максимальная скорость (на высоте) | 690 км/ч (880 км/ч) (10 км) | 720 км/ч (6 км)     | 710 км/ч (6 км)  |
| Дальность (с ПТБ)                 | 580 км (880 км)             | 660 км              | 790 км           |
| Потолок                           | 10,7 км                     | 10,7 км             | 12,3 км          |
| Вооружение                        |                             |                     |                  |
| Стрелковое                        | - (2 ед. 20 мм )            | 2 ед. 30 мм         | 2 ед. 30 мм      |
| Подвесное                         | БРАБ-99 (800 кг)            | - (БРАБ-99 (800 кг) | БРАБ-99 (800 кг) |

## Сравнение с аналогами
| Сравнительные характеристики ЛА с ТРД | Сравнительные характеристики ЛА с ТРД | Сравнительные характеристики ЛА с ТРД | Сравнительные характеристики ЛА с ТРД | Сравнительные характеристики ЛА с ТРД |        |
| ------------------------------------- | ------------------------------------- | ------------------------------------- | ------------------------------------- | ------------------------------------- | ------ |
| Эксплуатант                           | ВВС Германии                          | ВВС Великобритании                    | СВ США                                | ВМС Императорской Японии              |        |
| Производитель                         | Мессершмит                            | Глостер                               | Локхид                                | Накадзима                             |        |
| Индекс                                | Ме-262                                | Метеор                                | P-80A                                 | Кикка-Кай                             |        |
|                                       |                                       |                                       |                                       |                                       |        |
| Общие                                 |                                       |                                       |                                       |                                       |        |
| На вооружении                         | 1944 г.                               | 1944 г.                               | 1944 г.                               | опытный                               |        |
| Экипаж                                | 1 чел.                                | 1 чел.                                | 1 чел.                                | 1 чел.                                | 1 чел. |
| Технические                           |                                       |                                       |                                       |                                       |        |
| Длина                                 | 10,6 м                                | 13,6 м                                | 10,5 м                                | 9,2 м                                 |        |
| Высота                                | 3,5 м                                 | 4 м                                   | 3,4 м                                 | 3 м                                   |        |
| Размах (площадь) крыла                | 12,6 м (21,7 м²)                      | 11,3 м (32,5 м²)                      | 11,8 м (22,1 м²)                      | 10 м (13,2 м²)                        |        |
| Сухая (снаряженная) масса             | 3, 8 т (7,1 т)                        | 4, 8 т (7,1 т)                        | 3, 8 т (7,6 т)                        | 2, 3 т (3,5 т)                        |        |
| Силовая установка                     |                                       |                                       |                                       |                                       |        |
| ТРД                                   | Юмо-004                               | Дервент                               | J33                                   | Нэ-20                                 |        |
| Число                                 | 2 ед.                                 | 2 ед.                                 | 1 ед.                                 | 2 ед.                                 |        |
| Суммарная тяга                        | 1860 кгс                              | 3200 кгс                              | 1746 кгс                              | 980 кгс                               |        |
| Летные                                |                                       |                                       |                                       |                                       |        |
| Скорость макс. (крейс.)               | 900 км/ч                              | 960 км/ч                              | 900 км/ч                              | 690 км/ч                              |        |
| Дальность (с ПТБ)                     | 1,1 тыс. км                           | 965 км                                | 1,9 тыс. км                           | 580 км (880 км)                       |        |
| Потолок                               | 11,5 км                               | 13,1 км                               | 14 км                                 | 10,7 км                               |        |
| Вооружение                            |                                       |                                       |                                       |                                       |        |
| Стрелковое                            | 4 ед. 30 мм                           | 4 ед. 20 мм                           | 6 ед. 12 мм                           | 1 ед. 30 мм                           |        |
| Подвесное                             | 2 ед. кал. 500 кг или 24 ед. НУРС     | 2 ед. кал. 450 кг или 16 ед. НУРС     | 2 ед. кал. 450 кг или 8 ед. НУРС      | авиабомба/ авиаторпеда кал. 800 кг    |        |